# Hüseyin Doğan
Hüseyin Doğan (Den Haag, 22 januari 1994) is een Nederlands betaald voetballer van Koerdische afkomst die doorgaans als middenvelder en aanvaller speelt.

## Loopbaan
Hij trad in juli 2017 in dienst bij TOP Oss, dat hem transfervrij inlijfde. Op 28 juli 2019 werd bekend dat Doğan een 2-jarig contract heeft getekend bij NAC Breda.
Op 16 augustus maakte hij zijn debuut in de thuiswedstrijd tegen Helmond Sport. In zijn tweede seizoen bij NAC kwam hij minder aan spelen toe. Vooruitlopend op zijn aflopende contract maakte hij daarom medio maart 2021 een overstap naar Istiklol Doesjanbe uit Tadzjikistan, waar de competitie enkele weken later van start zou gaan. Op  7 juni werd zijn contract ontbonden. Op 22 september 2021 sloot hij aan bij TOP Oss. Vanaf januari 2022 tot het einde van het seizoen 2022/23 speelde hij voor Serik Belediyespor in de TFF 2. Lig. Nadat hij een jaar zonder club zat, sloot hij in september 2023 op amateurbasis aan bij De Graafschap.

## Clubstatistieken
| Seizoen     | Club               | Competitie            | Competitie | Competitie | Beker | Beker | Continentaal | Continentaal | Play-offs / overig | Play-offs / overig | Totaal | Totaal |
| Seizoen     | Club               | Competitie            | Wed.       | Dlp.       | Wed.  | Dlp.  | Wed.         | Dlp.         | Wed.               | Dlp.               |        |        |
| ----------- | ------------------ | --------------------- | ---------- | ---------- | ----- | ----- | ------------ | ------------ | ------------------ | ------------------ | ------ | ------ |
| 2012/13     | Sparta             | Eerste divisie        | 1          | 0          | 0     | 0     | —            | —            | —                  | —                  | 1      | 0      |
| 2013/14     | Sparta             | Eerste divisie        | 16         | 0          | 1     | 0     | —            | —            | 5                  | 0                  | 22     | 0      |
| 2014/15     | Sparta             | Eerste divisie        | 27         | 3          | 1     | 1     | —            | —            | —                  | —                  | 28     | 4      |
| 2015/16     | Sparta             | Eerste divisie        | 4          | 0          | 0     | 0     | —            | —            | —                  | —                  | 4      | 0      |
| Club Totaal | Club Totaal        | Club Totaal           | 48         | 3          | 2     | 1     | 0            | 0            | 5                  | 0                  | 55     | 4      |
| 2017/18     | TOP Oss            | Eerste divisie        | 31         | 4          | 1     | 0     | —            | —            | —                  | —                  | 32     | 4      |
| 2018/19     | TOP Oss            | Eerste divisie        | 36         | 21         | 1     | 0     | —            | —            | 1                  | 0                  | 38     | 21     |
| Club Totaal | Club Totaal        | Club Totaal           | 67         | 25         | 2     | 0     | 0            | 0            | 1                  | 0                  | 70     | 25     |
| 2019/20     | NAC Breda          | Eerste divisie        | 18         | 5          | 2     | 1     | —            | —            | —                  | —                  | 20     | 6      |
| 2020/21     | NAC Breda          | Eerste divisie        | 14         | 3          | 1     | 0     | —            | —            | —                  | —                  | 15     | 3      |
| Club Totaal | Club Totaal        | Club Totaal           | 32         | 8          | 3     | 1     | 0            | 0            | 0                  | 0                  | 35     | 9      |
| 2021        | Istiklol Doesjanbe | Ligai olii Toçikiston | 3          | 0          | 0     | 0     | 3¹           | 0            | 1°                 | 1                  | 7      | 1      |
| Club Totaal | Club Totaal        | Club Totaal           | 3          | 0          | 0     | 0     | 3¹           | 0            | 1°                 | 1                  | 7      | 1      |
| Totaal      | Totaal             | Totaal                | 147        | 36         | 6     | 2     | 3            | 0            | 6                  | 0                  | 167    | 39     |

Bijgewerkt op 23 september 2021  ° Supercup ¹ AFC Champions League

## Erelijst
Sparta Rotterdam
| Nationaal      |    |         |
| Eerste divisie | 1x | 2015/16 |

 Istiklol Doesjanbe
| Nationaal           |    |      |
| Tadzjiekse Supercup | 1x | 2021 |